# Sunloverz
Die Sunloverz (auch Sun Lovers, Sun Luver oder Sunlovers) sind ein deutsches Musikproduzentenduo aus Aachen.

## Karriere
In den frühen 2000ern schlossen sich Frank Sanders und Bernd Johnen als Sunloverz zusammen und starteten gemeinsam ihr eigenes Plattenlabel Lickin’ Records. Sie veröffentlichen ihre Songs ebenso als Sun Lovers, Sun Luver oder Sunlovers.
Am 31. Mai 2004 erschien ihr gemeinsames Debüt All Around the World, das ihnen einen ersten Erfolg in den Dancecharts brachte. Im November 2005 erschien ihre zweite Single Shine On aufgrund der Hands-up-ähnlichen Sounds über das Label Clubland Records GmbH.
2008 schafften sie mit Summer of Love ihren ersten Charterfolg. Die Single konnte bis auf Platz 68 der österreichischen Charts klettern.
2012 konnte sich ein weiteres Mal ein Lied in den Top 100 platzieren. Diesmal taten sie sich mit den Glamrock Brothers zusammen, die bei ihrem Sublabel Glamara Records veröffentlichten, und nahmen sich den Hit Push the Feeling On von den Nightcrawlers aus dem Jahr 1993 vor. Mit ihrer neuen Version hatten sie einen Nummer-eins-Dancehit und erreichten diesmal in Deutschland und der Schweiz die Charts.
Im Jahr 2014 veröffentlichten Sunloverz einen 2k14 Remix des Hands-up-Lieds We Are the Colors von Alex Megane und Caroline von Brünken. Der Remix wurde Titeltrack der 2k14-Remix-Single und erreichte unter anderem hohe Platzierungen in den deutschen Dance-Charts.
Neben eigenen Veröffentlichungen und Veröffentlichungen anderer Musiker über ihr Label sind die beiden Aachener auch als Produzenten tätig und betreuen unter anderem das Michael Mind Project. Sanders ist Teil des Michael Mind Projects. Daneben sind Sanders und Johnen auch als DJs und Remixer in ganz Europa gefragt. 2014 gründete das Duo das Projekt Dub Deluxe, mit dem sie im April 2014 das Lied Now or Never über Lickin’ und Kontor Records veröffentlichten. Gesungen und geschrieben wurde das Lied vom kanadischen Singer-Songwriter Jenson Vaughan, der für Sanders’ Michael Mind Project bereits seit 2010 als Songwriter aktiv ist.

## Diskografie

### Singles
- All Around the World (2004)
- Shine On (2005)
- Survive (featuring Nicole Tyler, 2007)
- Show Me (featuring Miss Bunty, 2007)
- Summer of Love (2008)
- Love Will Set You Free (featuring GTO, 2009)
- Now That We Found Love (2009)
- Fire (featuring Rosette, 2010)
- Bam Bam Bam (2011)
- Rain (featuring Rosette, 2010)
- Love on My Mind (2012)
- Push the Feeling On 2k12 (Glamrock Brothers & Sunloverz featuring Nightcrawlers, 2012)
- Rain 2013 (featuring Rosette, 2013)
- Summer of Love 2k13